# G. N. Balasubramaniam
G. N. Balasubramaniam (Gudalur Narayanaswamy Balasubramaniam; * 6. Juni 1910 in Gudalur; † 1. Mai 1965), bekannt als GNB, war ein indischer Sänger und Komponist der Karnatischen Musik und Schauspieler.

## Leben
Balasubramaniam hatte Musikunterricht bei seinem Vater G. V. Narayanaswamy Iyer, der ein Schüler von Karur Chinnaswamy Ayyar war, und bei Madurai Subramania Ayyar. Er besuchte die Hindu High School und erhielt am christlichen Wesley College in Madras 1929 den Bachelorgrad. Danach studierte er kurze Zeit an der Annamalai University. 
Neben seiner erfolgreichen Laufbahn als Sänger trat er auch als Komponist hervor und komponierte etwa 250 Werke in Sanskrit, Telugu und Tamil nach traditionellen oder eigenen Ragas. Zu seinen Schülern zählen Trichur V. Ramachandran, M. L. Vasanthakumari, Radha Jayalakshmi und S. Kalyanaraman. 
Bereits an der Hindu High School betätigte er sich als Schauspieler. 1934 hatte er eine Hauptrolle in Manik Lal Tandons Film Bama Vijayam. 1940 spielte er in Ellis R. Dungans Film Sakuntalai neben M. S. Subbulakshmi (als Shakuntala) die Rolle des Königs Dushyanta.